# Mauganj
Mauganj är en ort i Indien.   Den ligger i distriktet Rewa och delstaten Madhya Pradesh, i den centrala delen av landet, 600 km sydost om huvudstaden New Delhi. Mauganj ligger 351 meter över havet och antalet invånare är 25 537.
Terrängen runt Mauganj är platt. Runt Mauganj är det ganska tätbefolkat, med 230 invånare per kvadratkilometer. Mauganj är det största samhället i trakten. Trakten runt Mauganj består till största delen av jordbruksmark.